# Отмъщение
 За представлението вижте Нощта на шампионите.  
Отмъщението е форма на правосъдие, използвана при отсъствие или при отказ от нормите на формален закон и право. Често отмъщението се дефинира като увреждащи действия срещу лице или група в отговор на действителна или въображаема несправедливост. То се използва за наказване на злодеяние извън рамките на закона.